# Грас (Кот-д’Армор)
Грас (фр. Grâces, брет. Gras-Gwengamp) — коммуна во Франции, находится в регионе Бретань. Департамент — Кот-д’Армор. Входит в состав кантона Генган. Округ коммуны — Генган.
Код INSEE коммуны — 22067.

## География
Коммуна расположена приблизительно в 410 км к западу от Парижа, в 125 км северо-западнее Ренна, в 32 км к западу от Сен-Бриё.
Вдоль восточной границы коммуны протекает река Триё (фр. Trieux).

## Население
Население коммуны на 2016 год составляло 2510 человек.
| 1962 | 1968 | 1975 | 1982 | 1990 | 1999 | 2008 | 2016 |
| ---- | ---- | ---- | ---- | ---- | ---- | ---- | ---- |
| 1300 | 1435 | 1769 | 2308 | 2481 | 2424 | 2404 | 2510 |

## Администрация
| Период | Период | Фамилия      | Партия                  | Примечания |
| ------ | ------ | ------------ | ----------------------- | ---------- |
| 1990   | 2001   | Франсуа Кола |                         |            |
| 2001   | 2014   | Моник Гийу   | Разные левые            |            |
| 2014   |        | Янник Ле Гоф | Социалистическая партия | пенсионер  |

## Экономика
В 2007 году среди 1516 человек в трудоспособном возрасте (15—64 лет) 1024 были экономически активными, 492 — неактивными (показатель активности — 67,5 %, в 1999 году было 64,4 %). Из 1024 активных работали 952 человека (500 мужчин и 452 женщины), безработных было 72 (32 мужчины и 40 женщин). Среди 492 неактивных 145 человек были учениками или студентами, 226 — пенсионерами, 121 были неактивными по другим причинам.

## Достопримечательности
- Церковь Нотр-Дам (XVI век). Исторический памятник с 1907 года[3]
  - Бронзовый колокол (1637 год). Исторический памятник с 1942 года[4]
- Часовня Сен-Жан
- Замок Керанно (XVII век). Исторический памятник с 1965 года[5]
- Усадьба Керюрьен (XVI век). Исторический памятник с 1964 года[6]
- Крест на кладбище (XVI век). Исторический памятник с 1926 года[7]

## Фотогалерея

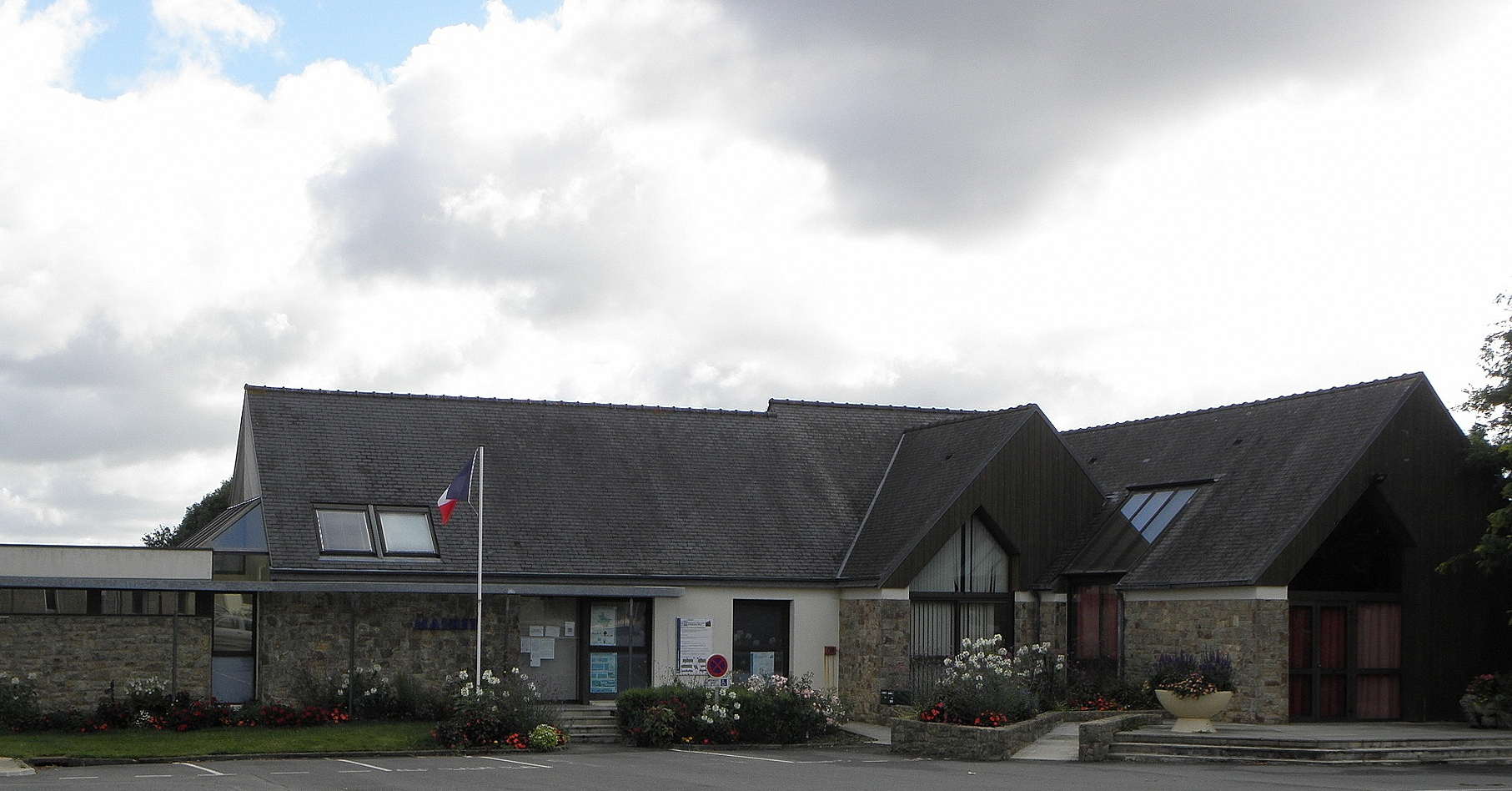
Мэрия
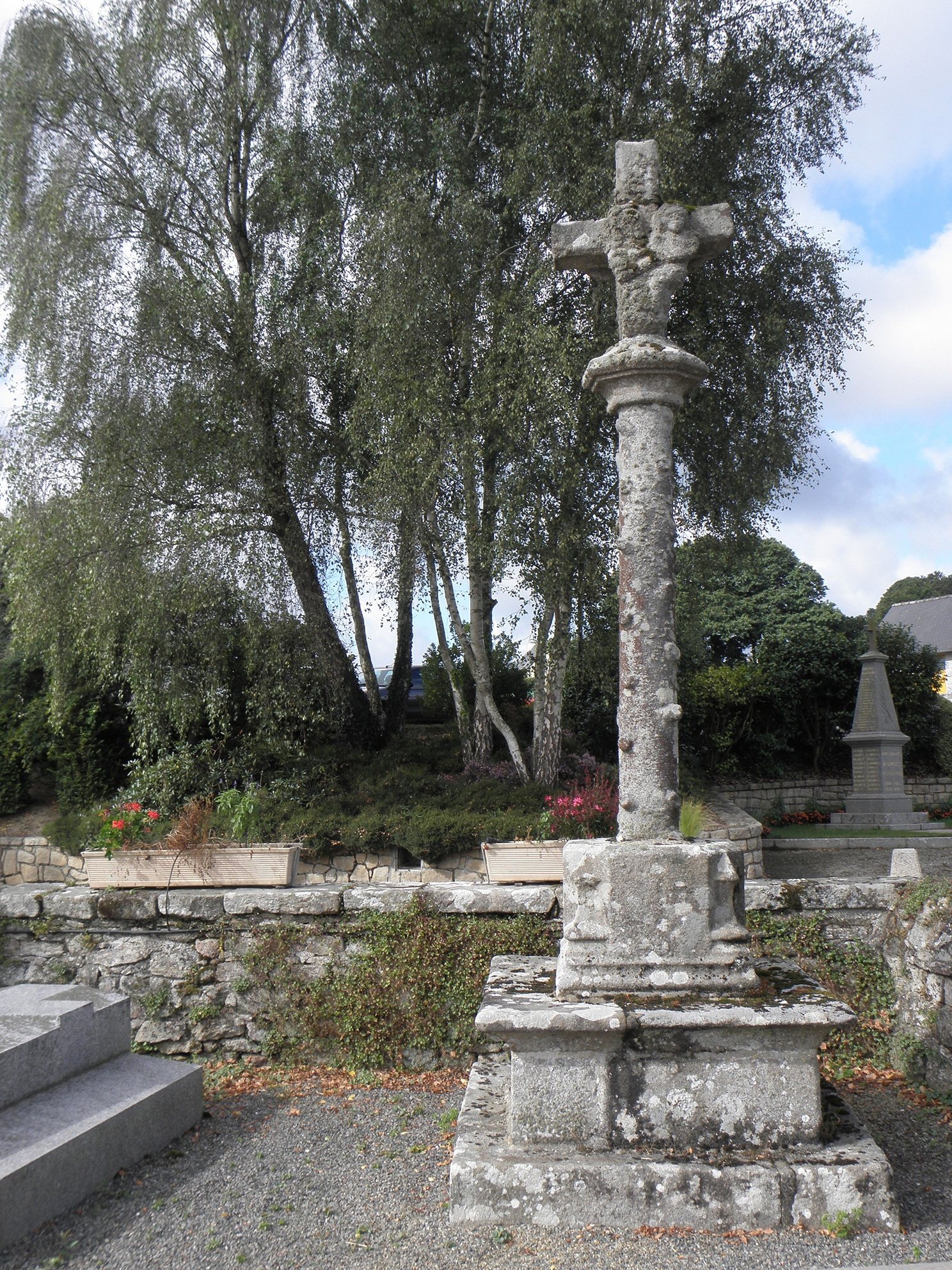
Крест на кладбище
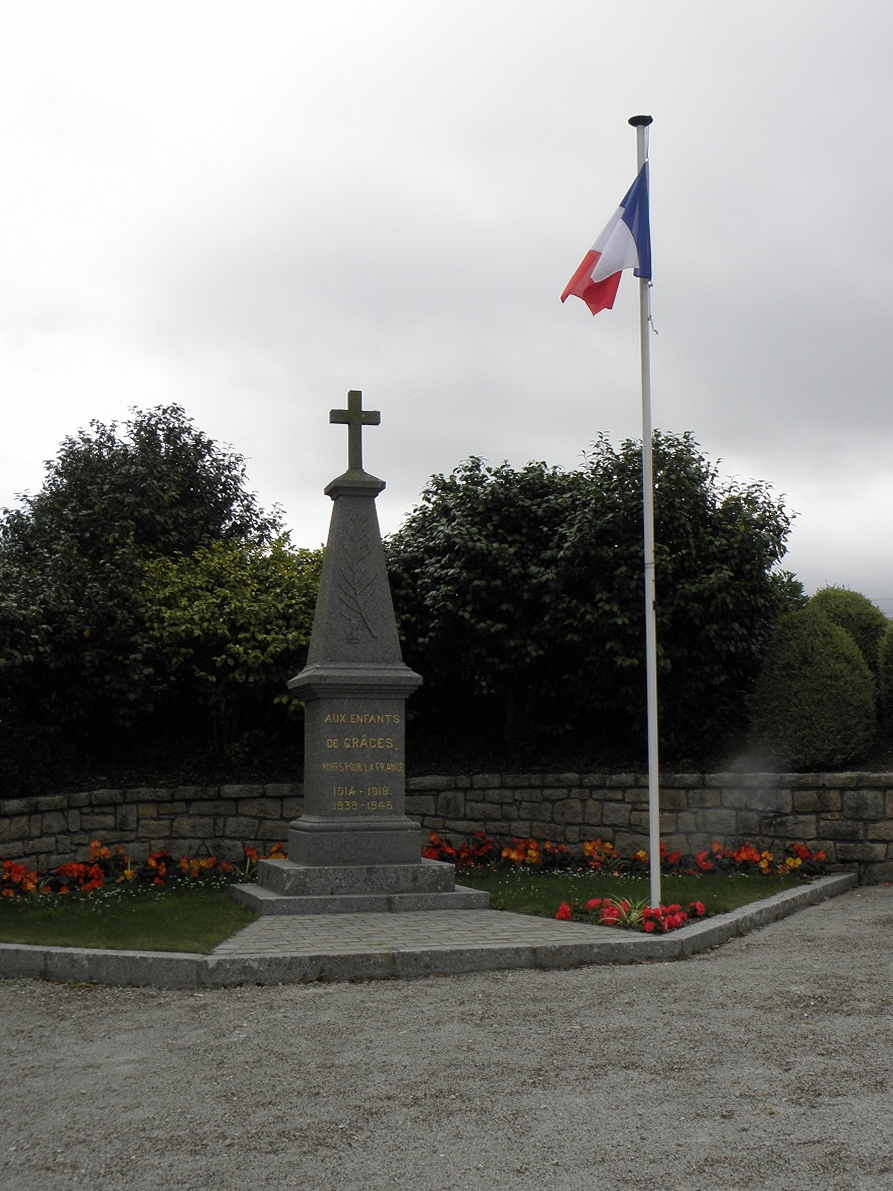
Военный мемориал
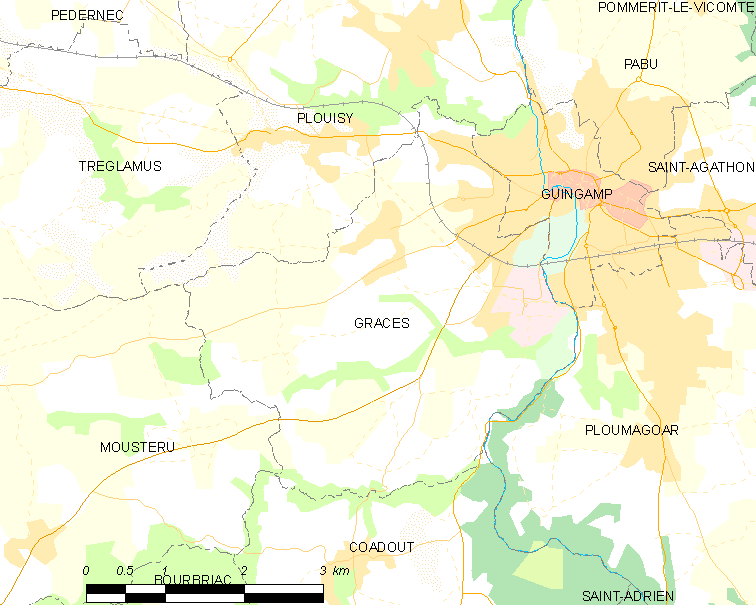
Карта коммуны